# Stanislaw Marcin Ulam
Stanisław Marcin Ulam, poljsko-ameriški matematik, * 13. april 1909, Lvov, Poljska, (tedaj Lemberg), sedaj Ukrajina, † 13. maj 1984, Santa Fe, Nova Mehika, ZDA.

## Življenje in delo
Ulam je bil Banachov učenec. Banach je bil eden izmed gonilnih sil lvovske matematične šole, ki jo je ustanovil Steinhaus.
Leta 1938 je Ulam odšel v ZDA na Univerzi Harvard. Kasneje je poučeval na Univerzi Wisconsina-Madison in pomagal bratu Adamu, ki je pred začetkom 2. svetovne vojne prebežal iz Poljske. Von Neumann ga je povabil k skrivnemu projektu v Novi Mehiki in Ulam se je pridružil Projektu Manhattan v Narodnem laboratoriju (National Labs; LANL) v Los Alamosu. Med delom pri projektu je predlagal metodo Monte Carlo za računanje zahtevnih integralov pri uporabi v teoriji jedrskih verižnih reakcij. Ni pa vedel, da so jo Fermi in drugi uporabljali že prej. Njegov predlog so von Neumann, Metropolis in drugi razvili še naprej.
Ugotovil je, da je bil Tellerjev zgodnejši model vodikove bombe neustrezen. Pokazal je, da z udarnimi valovi jedrske bombe, na osnovi zlivanja, lahko sprožijo vodikovo bombo. Teller je najprej zavračal Ulamovo zamisel, potem pa je predlagal, da namesto udarnih valov uporabijo sevanje. Ulam in Teller sta skupaj zaprosila za patent vodikove bombe.
Ulam je leta 1957 izumil tudi pogon na jedrske impulze. Proti koncu življenja je izjavil, da je bil na to odkritje najbolj ponosen.
Med prvimi je predlagal uporabo računalnikov za »matematične preskuse«. Največji prispevek na tem področju lahko smatramo njegovo vlogo v Fermi-Pasta-Ulamovih preskusih, zgodnjih numeričnih raziskavah dinamičnih sistemov.
V čisti matematiki je deloval na področju teorije množic, topologije, ergodične teorije in na drugih področjih. Po vojni se je oddaljil od stroge matematike in razglabljal o uporabnih matematičnih problemih v fiziki in biologiji. Njegov prijatelj Rota je opisal njegovo 'spreobrnitev' kot posledico encefalitisa, vnetja možganske opne, za katerim je leta 1946 zbolel. Rotajevim trditvam verjamejo mnogi, zavrnila pa jih je Ulamova vdova  Françoise.
Po njem se imenuje Ulamov prt, razporeditev praštevil v kvadrat z levosučno notranjo spiralo, kjer večina praštevil leži na premicah, vzporednih z diagonalama nastalega kvadrata. Nalogo si je leta 1963 zamislil kar med zdolgočasenim čečkanjem po papirju.
Leta 1965 je začel predavati na Univerzi Kolorada v Boulderju. Ker je ostal svetovalec v Los Alamosu je razdelil svoj čas med dvema krajema. Kasneje je z ženo preživljal zime v Gainesvilleu na Floridi.